# Estación Telaritos
Telaritos era una estación de ferrocarril ubicada en el pequeño paraje del mismo nombre en el sur del Departamento Capayán junto a la Ruta Nacional 60, en la provincia de Catamarca, Argentina.

## Servicios
No presta servicios de pasajeros ni de cargas. Sus vías correspondían al Ramal CC10 del Ferrocarril General Belgrano de Recreo a Chumbicha. El ramal y las estaciones se encuentran abandonadas y en ruinas.